# Dasyatis
Dasyatis ist eine Gattung aus der Familie der Stechrochen (Dasyatidae). Die Fische kommen im Atlantik, im Mittelmeer und im südwestlichen Indischen Ozean vor. In europäischen Küstengewässern lebt der bis zu 2,5 m lange Gewöhnliche Stechrochen (Dasyatis pastinaca).

## Merkmale
Dasyatis-Arten sind kleine bis mittelgroße Rochen und erreichen eine Körperscheibenbreite von 38 bis 84 cm. Diese ist kräftig und von rhombischer Form. Die Spitzen der Brustflossen sind schmal abgerundet oder eckig. Die Schnauze hat eine weitwinkelige Form und ist kurz. Die Augen sind mittelgroß bis groß und stehen leicht vor. Die Nasenöffnungen sind von breiten, rockförmigen Hautfalten umgeben. Der Schwanz ist kräftig, am Ende aber filamentartig dünn. Er erreicht das 1,2 bis 2,3-fache der Körperscheibenbreite. Die Schwanzbasis ist breit bis sehr breit und abgeflacht. Der Stachel sitzt nahe der Schwanzbasis. Die dorsale Hautfalte ist niedrig oder zu einem Grat reduziert, die ventrale Hautfalte ist niedrig (kräftiger bei D. pastinaca). Die Bauchflossen sind mittelgroß bis groß und ragen deutlich unter der Körperscheibe hervor. Der Rücken ist glatt ohne eine mittlere Dornenreihe oder Dornenfelder. Nur sehr große, adulte Exemplare besitzen hin und wieder gut entwickelte Dornen am Schwanzende.
Die Rückenseite der Dasyatis-Arten ist einfarbig oder gemustert, die Bauchseite ist weiß. Die Ränder der Körperscheibe sind manchmal dunkel abgesetzt. Der Schwanz ist einfarbig, das Ende ist dunkel.

## Arten der GattungDasyatis
Zur Gattung Dasyatis wurden ursprünglich über 35 Arten aus allen tropischen und subtropischen Meeren gezählt. Die meisten wurden in einer Mitte 2016 veröffentlichten Revision der Dasyatidae anderen Gattungen (z. B. Hemitrygon, Hypanus o. Fontitrygon) zugeordnet. Heute gehören nur noch sieben Arten zur Gattung Dasyatis.
- Dasyatis chrysonota (Smith, 1828)

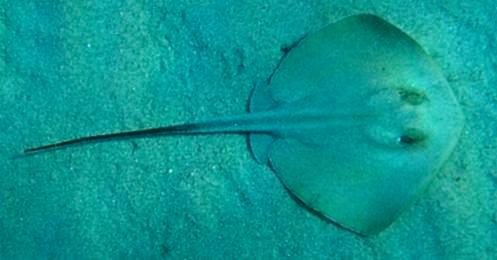
Dasyatis tortonesei

- Dasyatis gigantea (Lindberg, 1930)
- Dasyatis hastata (Dekay, 1842)
- Dasyatis hypostigma Santos & Carvalho, 2004
- Dasyatis marmorata (Steindachner, 1892)
- Gewöhnlicher Stechrochen (Dasyatis pastinaca) (Linnaeus, 1758)
- Dasyatis tortonesei Capapé, 1977

## Belege
1. ↑  Dasyatis auf Fishbase.org (englisch), zuletzt abgerufen am 9. Juli 2025.
2. ↑   Pollerspöck & Straube: Bibliography Database of living/fossil sharks, rays and chimaeras (Chondrichthyes: Elasmobranchii, Holocephali)" . Abgerufen am 9. Juli 2025.